# If You Have Ghost
If You Have Ghost es el primer EP de la banda de heavy metal sueca Ghost. Fue producido por Dave Grohl y publicado el 20 de noviembre de 2013 por Republic Records. Cuatro de las cinco canciones son covers; «I'm a Marionette» y «Waiting for the Night» fueron originalmente publicadas en varias ediciones del segundo álbum de estudio de Ghost, Infestissumam, mientras que las otras dos canciones eran nuevas. La quinta pista es la grabación en vivo de su canción «Secular Haze» interpretada en vivo el 28 de julio de 2013 en el Music Hall de Williamsburg, en Nueva York.

## Historia
La colaboración de Ghost con Dave Grohl de Nirvana y Foo Fighters ocurrió cuando, antes de ir a Nashville a grabar Infestissumam, la banda tenía varios demos de covers y estaban discutiendo si deberían añadirlos al álbum. " ... estábamos en un festival en Europa y estaba tocando Foo Fighters, y nosotros sabíamos que Dave era un fan, y cuando hablamos con él luego de algunos apretones de manos y algunas risas, estábamos como OK, ¿Así que te gustó la banda? ¿Entonces quieres hacer algo? Y él dijo que sí, y un mes después estábamos en su estudio en Los Ángeles haciendo esto."
La versión de «I'm a Marionette» fue publicado por primera vez a fines de 2012, como el lado B del sencillo de Ghost, «Secular Haze». A fines de 2013, todas las canciones de If You Have Ghost fueron incluidas en una edición especial de Infestissumam, llamada Infestissumam Redux.

## Lista de canciones
| N.º | Título                                                            | Escritor(es)                                       | Duración |  |
| 1.  | «If You Have Ghosts» (Cover de Roky Erickson)                     | Roky Erickson                                      | 3:32     |  |
| 2.  | «I'm a Marionette» (Cover de ABBA)                                | Benny Andersson, Björn Ulvaeus                     | 4:50     |  |
| 3.  | «Crucified» (Cover de Army of Lovers)                             | Alexander Bard, Anders Wollbeck, Jean-Pierre Barda | 5:13     |  |
| 4.  | «Waiting for the Night» (Cover de Depeche Mode)                   | Martin Gore                                        | 5:38     |  |
| 5.  | «Secular Haze» (Grabada en vivo en el Music Hall de Williamsburg) | A Ghoul Writer                                     | 5:28     |  |

## Recepción
En Metacritic, el cual asigna una puntuación normalizada de 100 reseñas de los principales críticos, el álbum recibió una puntuación promedio de 57, el cual indica "generalmente reseñas mixtas o promedio", basado en 7 reseñas.
If You Have Ghost vendió duramente 5,000 copias en los Estados Unidos en la primera semana de lanzamiento y alcanzó el puesto número 87 en la Billboard 200.

## Personal
Ghost
- Papa Emeritus II  – Voz
- Nameless Ghouls – Guitarra , bajo , teclado , batería , guitarra rítmica

Invitados
- Dave Grohl - Guitarra rítmica en «If You Have Ghosts», batería y percusión en «I'm a Marionette» y «Waiting for the Night», producción
- Derek Silverman - Órgano en «If You Have Ghosts» y «Waiting for the Night», piano en «Crucified»
- Jessy Greene - Violín y chelo en «If You Have Ghosts»

Misceláneos
- James Brown - Grabación, mezclado en «Waiting for the Night»
- John Lousteau - Asistente de ingeniería de sonido
- Rich Costy - Mezclado
- Jeff Curtain - Grabación en la versión en vivo de «Secular Haze», mezclado
- Ted Jensen - Masterización
- Mattias Frisk - Diseño gráfico

## Posicionamiento en listas
| Lista (2015)                          | Posición pico |
| ------------------------------------- | ------------- |
| Estados Unidos (Billboard 200)        | 87            |
| Estados Unidos (Top Hard Rock Albums) | 7             |
| Estados Unidos (Top Rock Albums)      | 24            |
| Reino Unido (UK Albums Chart)         | 172           |
| Reino Unido (UK Rock & Metal Albums)  | 11            |